# Huion

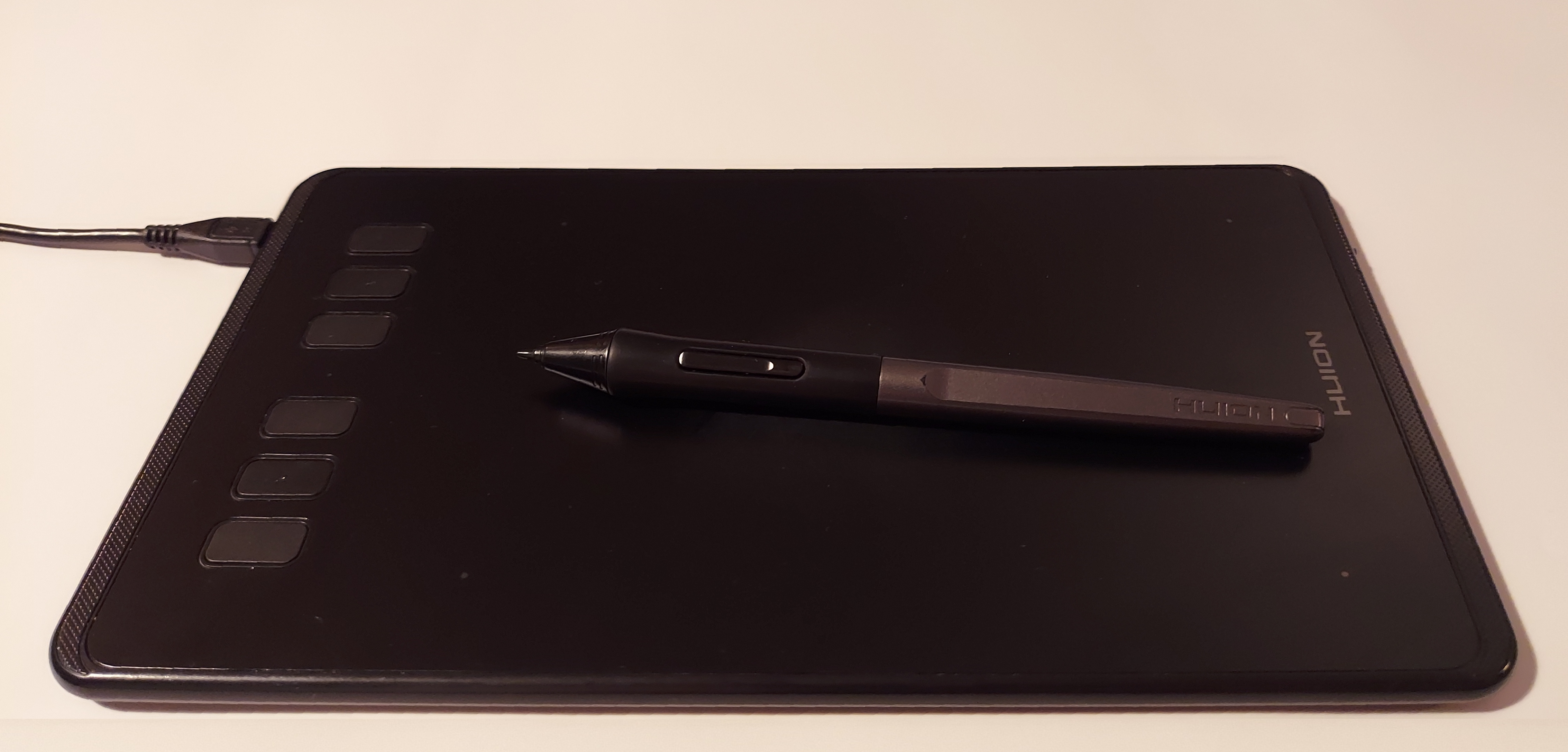
Huion H640P

Shenzhen Huion Trend Technology Co., Ltd. (chiń. 深圳绘王趋势科技股份有限公司) – chińskie przedsiębiorstwo elektroniczne, specjalizujące się w produkcji tabletów graficznych. Przedsiębiorstwo zostało założone w 2011 roku, a swoją siedzibę ma w Shenzhen (prowincja Guangdong).
Przedsiębiorstwo ma w swojej ofercie również notatniki cyfrowe. Produkty Huion są dostępne globalnie i do 2022 roku zebrały ponad 10 mln użytkowników na całym świecie.